# IC 3684
IC 3684 — галактика типу S0-a (спіральна галактика) у сузір'ї Діва.
Цей об'єкт міститься в оригінальній редакції індексного каталогу.